# Jules Auguste Édouard Demersseman

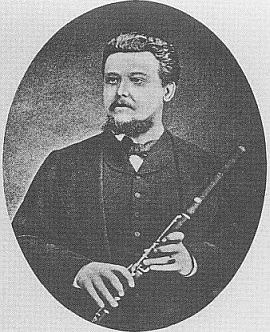
Jules Demersseman

Jules Auguste Édouard Demersseman (Hondschote (Noorderdepartement, 9 januari 1833; Parijs, 1 december 1866) was een Frans fluitist en componist.

## Leven
Demersseman werd geboren in Noord-Frankrijk in de buurt van de Belgische grens. Al op elfjarige leeftijd werd hij leerling van Tulou aan het Conservatorium van Parijs. Op zijn twaalfde won hij de eerste prijs en snel werd hij beroemd als virtuoos, met name ook om zijn dubbelstaccato. Een aanstelling als docent zat er niet in, omdat hij niet op de Böhmfluit wou spelen die toen in Frankrijk in opkomst was, maar vasthield aan de 8-kleppenfluit. Demersseman stierf net voor zijn 34e verjaardag, vermoedelijk aan tuberculose.

## Oeuvre
Demersseman schreef talrijke werken voor zijn instrument, de fluit. Het werk dat tegenwoordig het bekendst is is zijn Solo de Concert nr. 6 op. 82. Dit ook als Italiaans concert betitelde werk gebruikt in het middelste deel een Napolitaanse volksmelodie en sluit af met een Saltarello. Verder was hij een van de eerste Franse componisten die schreef voor de toen net ontwikkelde saxofoon.